# Stazione meteorologica di Bolzano San Giacomo
La stazione meteorologica di Bolzano San Giacomo (in tedesco Wetterstation Bozen Flughafen) è la stazione meteorologica di riferimento per il Servizio Meteorologico dell'Aeronautica Militare e per l'Organizzazione Mondiale della Meteorologia, relativa alla città di Bolzano.

## Caratteristiche

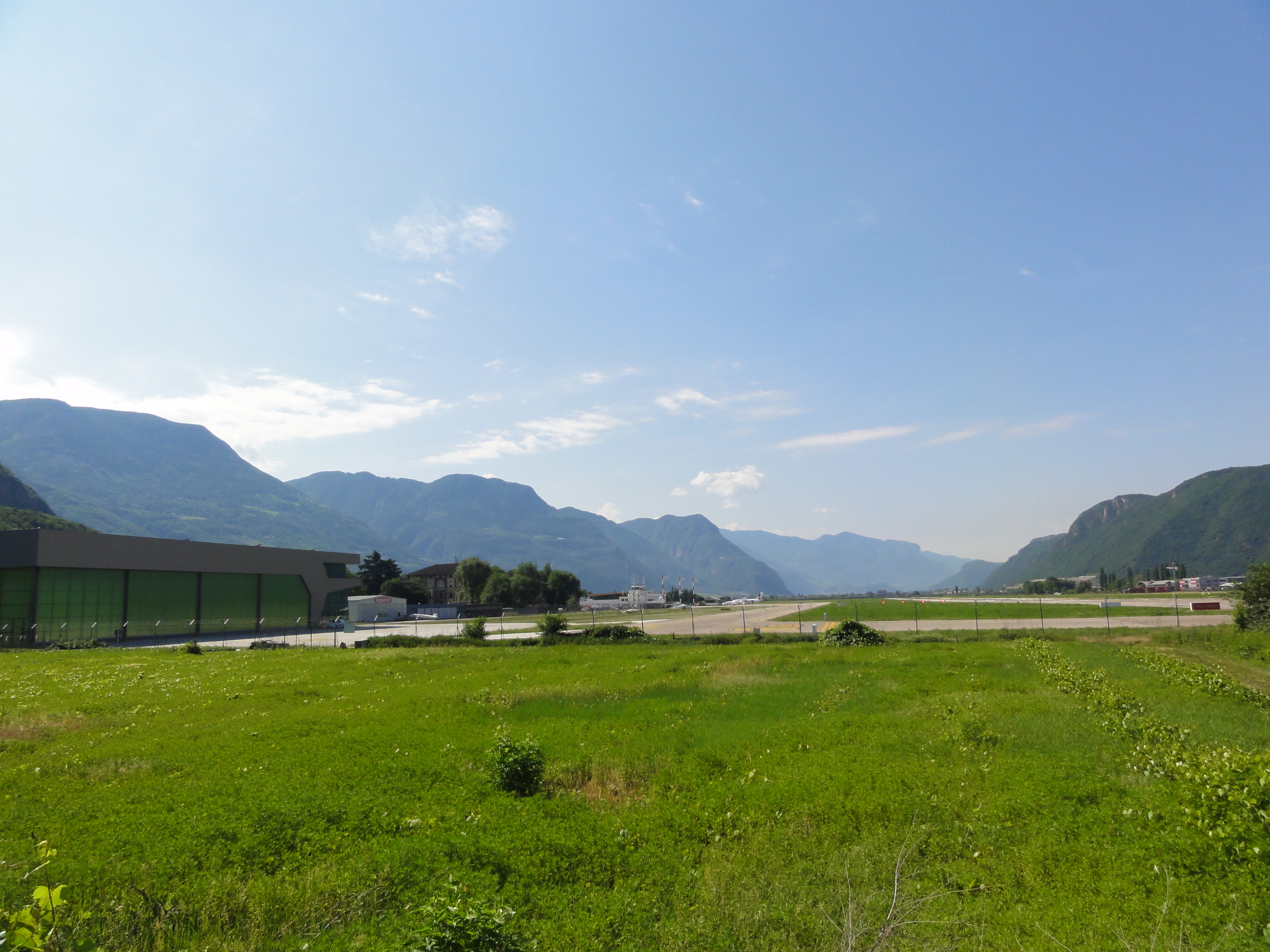
Veduta dell'area di ubicazione della stazione meteorologica

La stazione meteorologica, gestita dall'ENAV, si trova nell'area climatica dell'Italia nord-orientale, nel Trentino-Alto Adige, nel territorio comunale di Bolzano, all'interno dell'area aeroportuale di San Giacomo, a 241 metri s.l.m. e alle coordinate geografiche 46°27′57.32″N 11°19′49.7″E.

## Medie climatiche ufficiali

### Dati climatologici 1971-2000
In base alle medie climatiche del trentennio 1971-2000, le più recenti in uso, la temperatura media del mese più freddo, gennaio, è di +0,9 °C, mentre quella del mese più caldo, luglio, è di +22,3 °C; mediamente si contano 98 giorni di gelo all'anno e 33 giorni annui con temperatura massima uguale o superiore ai 30 °C. Nel trentennio esaminato, i valori estremi di temperatura sono i +39,1 °C del luglio 1983 e i -18,2 °C del gennaio 1987 (valore però di poco superiore ai -18,5 °C del gennaio 1961).
Le precipitazioni medie annue si attestano a 712 mm, mediamente distribuite in 77 giorni, con minimo in inverno, picco massimo in estate e massimo secondario in autunno per gli accumuli totali stagionali.
L'umidità relativa media annua fa registrare il valore di 68,7% con minimo di 62% a marzo e massimo di 75% ad ottobre; mediamente si contano 15 giorni all'anno con episodi nebbiosi.
Di seguito è riportata la tabella con le medie climatiche e i valori massimi e minimi assoluti registrati nel trentennio 1971-2000 e pubblicati nell'Atlante Climatico d'Italia del Servizio Meteorologico dell'Aeronautica Militare relativo al medesimo trentennio.
| Bolzano San Giacomo (1971-2000) | Mesi         | Mesi         | Mesi        | Mesi        | Mesi        | Mesi        | Mesi        | Mesi        | Mesi        | Mesi        | Mesi         | Mesi         | Stagioni | Stagioni | Stagioni | Stagioni | Anno  |
| Bolzano San Giacomo (1971-2000) | Gen          | Feb          | Mar         | Apr         | Mag         | Giu         | Lug         | Ago         | Set         | Ott         | Nov          | Dic          | Inv      | Pri      | Est      | Aut      | Anno  |
| ------------------------------- | ------------ | ------------ | ----------- | ----------- | ----------- | ----------- | ----------- | ----------- | ----------- | ----------- | ------------ | ------------ | -------- | -------- | -------- | -------- | ----- |
| T. max. media (°C)              | 6,3          | 9,5          | 15,0        | 18,5        | 23,2        | 26,5        | 29,0        | 28,5        | 24,3        | 17,9        | 11,0         | 6,6          | 7,5      | 18,9     | 28,0     | 17,7     | 18,0  |
| T. min. media (°C)              | −4,5         | −2,1         | 2,1         | 5,4         | 9,8         | 13,2        | 15,5        | 15,1        | 11,6        | 6,2         | −0,1         | −3,7         | −3,4     | 5,8      | 14,6     | 5,9      | 5,7   |
| T. max. assoluta (°C)           | 19,6 (1974)  | 22,0 (1998)  | 26,3 (1993) | 28,5 (1984) | 33,3 (1979) | 35,7 (1996) | 39,1 (1983) | 37,0 (1974) | 32,0 (1977) | 28,2 (1980) | 21,0 (1971)  | 18,0 (1989)  | 22,0     | 33,3     | 39,1     | 32,0     | 39,1  |
| T. min. assoluta (°C)           | −18,2 (1987) | −11,8 (1991) | −8,6 (1971) | −2,1 (1978) | 1,0 (1979)  | 3,6 (1986)  | 7,5 (1993)  | 5,7 (1995)  | 0,6 (1972)  | −4,6 (1974) | −10,7 (1977) | −14,5 (1990) | −18,2    | −8,6     | 3,6      | −10,7    | −18,2 |
| Giorni di calura (Tmax ≥ 30 °C) | 0            | 0            | 0           | 0           | 1           | 7           | 13          | 12          | 0           | 0           | 0            | 0            | 0        | 1        | 32       | 0        | 33    |
| Giorni di gelo (Tmin ≤ 0 °C)    | 27           | 20           | 8           | 1           | 0           | 0           | 0           | 0           | 0           | 2           | 15           | 25           | 72       | 9        | 0        | 17       | 98    |
| Precipitazioni (mm)             | 23,5         | 22,8         | 36,9        | 50,2        | 75,2        | 84,6        | 92,3        | 86,2        | 70,9        | 84,4        | 49,9         | 34,6         | 80,9     | 162,3    | 263,1    | 205,2    | 711,5 |
| Giorni di pioggia               | 4            | 3            | 5           | 7           | 9           | 9           | 9           | 8           | 7           | 7           | 5            | 4            | 11       | 21       | 26       | 19       | 77    |
| Giorni di nebbia                | 4            | 3            | 1           | 1           | 0           | 0           | 0           | 0           | 0           | 1           | 2            | 3            | 10       | 2        | 0        | 3        | 15    |
| Umidità relativa media (%)      | 71           | 66           | 62          | 64          | 68          | 67          | 67          | 68          | 70          | 75          | 73           | 73           | 70       | 64,7     | 67,3     | 72,7     | 68,7  |

### Dati climatologici 1961-1990
In base alla media trentennale di riferimento 1961-1990, ancora in uso per l'Organizzazione meteorologica mondiale e definita Climate Normal (CLINO), la temperatura media del mese più freddo, gennaio, si attesta a +0,3 °C; quella del mese più caldo, luglio, è di +22,0 °C, ma possono essere ricorrenti anche giornate con massime di oltre 35 °C, in condizioni durature di tempo stabile con afflusso di aria calda. Nel medesimo trentennio, la temperatura minima assoluta ha toccato i -18,5 °C nel gennaio 1961 (media delle minime assolute annue di -12,7 °C), mentre la massima assoluta ha fatto registrare i +39,1 °C nel luglio 1983 (media delle massime assolute annue di +35,1 °C).
La nuvolosità media annua si attesta a 4,1 okta giornalieri, con minimo di 3,4 okta giornalieri a dicembre e massimo di 4,9 okta a maggio.
Le precipitazioni medie annue si aggirano attorno ai 700 mm, con un accentuato minimo invernale, stagione in cui si verificano generalmente a carattere nevoso, ed un picco in estate, stagione in cui possono verificarsi frequenti temporali per il contrasto di diverse masse d'aria, favorito dalla vicinanza della catena alpina.
L'umidità relativa media annua fa registrare il valore di 69,3% con minimo di 62% a marzo e massimo di 75% ad ottobre.
L'eliofania assoluta media annua si attesta a 5,2 ore giornaliere, con massimo di 7,5 ore giornaliere a luglio e minimo di 3,1 ore giornaliere a dicembre.
| Bolzano San Giacomo (1961-1990)                      | Mesi         | Mesi         | Mesi        | Mesi        | Mesi        | Mesi        | Mesi        | Mesi        | Mesi        | Mesi        | Mesi         | Mesi         | Stagioni | Stagioni | Stagioni | Stagioni | Anno   |
| Bolzano San Giacomo (1961-1990)                      | Gen          | Feb          | Mar         | Apr         | Mag         | Giu         | Lug         | Ago         | Set         | Ott         | Nov          | Dic          | Inv      | Pri      | Est      | Aut      | Anno   |
| ---------------------------------------------------- | ------------ | ------------ | ----------- | ----------- | ----------- | ----------- | ----------- | ----------- | ----------- | ----------- | ------------ | ------------ | -------- | -------- | -------- | -------- | ------ |
| T. max. media (°C)                                   | 5,9          | 9,3          | 14,6        | 18,8        | 23,2        | 26,8        | 29,2        | 28,3        | 24,8        | 18,7        | 11,0         | 6,5          | 7,2      | 18,9     | 28,1     | 18,2     | 18,1   |
| T. min. media (°C)                                   | −5,4         | −2,4         | 1,5         | 5,3         | 9,2         | 12,7        | 14,8        | 14,5        | 11,2        | 5,5         | −0,3         | −4,4         | −4,1     | 5,3      | 14,0     | 5,5      | 5,2    |
| T. max. assoluta (°C)                                | 19,6 (1974)  | 21,3 (1990)  | 27,4 (1969) | 29,5 (1968) | 33,3 (1979) | 35,0 (1981) | 39,1 (1983) | 37,0 (1974) | 32,5 (1961) | 28,2 (1980) | 21,6 (1964)  | 18,0 (1989)  | 21,3     | 33,3     | 39,1     | 32,5     | 39,1   |
| T. min. assoluta (°C)                                | −18,5 (1961) | −13,4 (1963) | −9,6 (1963) | −4,4 (1970) | −1,6 (1965) | 3,6 (1986)  | 5,2 (1969)  | 4,2 (1969)  | −0,5 (1964) | −4,6 (1974) | −10,7 (1977) | −16,5 (1962) | −18,5    | −9,6     | 3,6      | −10,7    | −18,5  |
| Nuvolosità (okta al giorno)                          | 3,6          | 3,8          | 4,2         | 4,6         | 4,9         | 4,6         | 4,1         | 4,0         | 3,8         | 3,7         | 3,9          | 3,4          | 3,6      | 4,6      | 4,2      | 3,8      | 4,1    |
| Precipitazioni (mm)                                  | 25,6         | 26,4         | 44,6        | 52,6        | 82,2        | 80,6        | 92,5        | 92,0        | 67,3        | 56,5        | 54,7         | 26,6         | 78,6     | 179,4    | 265,1    | 178,5    | 701,6  |
| Giorni di pioggia                                    | 4            | 4            | 6           | 7           | 10          | 9           | 9           | 9           | 6           | 5           | 6            | 4            | 12       | 23       | 27       | 17       | 79     |
| Umidità relativa media (%)                           | 72           | 69           | 62          | 66          | 69          | 66          | 66          | 68          | 71          | 75          | 74           | 73           | 71,3     | 65,7     | 66,7     | 73,3     | 69,3   |
| Eliofania assoluta (ore al giorno)                   | 3,3          | 4,3          | 4,8         | 5,3         | 5,7         | 6,7         | 7,5         | 6,9         | 6,0         | 4,9         | 3,4          | 3,1          | 3,6      | 5,3      | 7,0      | 4,8      | 5,2    |
| Radiazione solare globale media (centesimi di MJ/m²) | 463          | 775          | 1 197       | 1 628       | 1 878       | 2 140       | 2 162       | 1 890       | 1 481       | 944         | 520          | 374          | 1 612    | 4 703    | 6 192    | 2 945    | 15 452 |

### Dati climatologici 1931-1960
In base alle medie climatiche 1931-1960, la temperatura media del mese più freddo, gennaio, è di +0,1 °C (contro i +0,3 °C della media 1961-1990) mentre quella del mese più caldo, luglio, si attesta a +22,6 °C (contro i +22,0 °C della media 1961-1990); la temperatura media annua fa registrare il valore di +12,2 °C (contro i +11,7 °C della media 1961-1990).
Mediamente si contano 106 giorni di gelo all'anno e 82 giornate in cui si registrano precipitazioni, anche se inferiori alla soglia di 1 mm del giorno di pioggia.
| Bolzano San Giacomo (1931-1960) | Mesi | Mesi | Mesi | Mesi | Mesi | Mesi | Mesi | Mesi | Mesi | Mesi | Mesi | Mesi | Stagioni | Stagioni | Stagioni | Stagioni | Anno |
| Bolzano San Giacomo (1931-1960) | Gen  | Feb  | Mar  | Apr  | Mag  | Giu  | Lug  | Ago  | Set  | Ott  | Nov  | Dic  | Inv      | Pri      | Est      | Aut      | Anno |
| ------------------------------- | ---- | ---- | ---- | ---- | ---- | ---- | ---- | ---- | ---- | ---- | ---- | ---- | -------- | -------- | -------- | -------- | ---- |
| T. max. media (°C)              | 4,3  | 8,5  | 12,6 | 18,5 | 22,0 | 26,7 | 29,1 | 28,0 | 24,0 | 17,6 | 10,8 | 5,5  | 6,1      | 17,7     | 27,9     | 17,5     | 17,3 |
| T. min. media (°C)              | −4,1 | −1,7 | 3,6  | 7,8  | 11,0 | 14,5 | 16,0 | 15,8 | 12,0 | 7,8  | 3,0  | −1,5 | −2,4     | 7,5      | 15,4     | 7,6      | 7,0  |
| Giorni di gelo (Tmin ≤ 0 °C)    | 28   | 23   | 8    | 2    | 0    | 0    | 0    | 0    | 0    | 3    | 15   | 27   | 78       | 10       | 0        | 18       | 106  |
| Giorni di pioggia               | 4    | 3    | 6    | 7    | 10   | 9    | 8    | 8    | 8    | 7    | 7    | 5    | 12       | 23       | 25       | 22       | 82   |

## Valori estremi

### Temperature estreme mensili dal 1946 ad oggi
Nella tabella sottostante sono riportate le temperature estreme mensili registrate dal 1946 ad oggi, con il relativo anno in cui si sono registrate. Nel periodo esaminato, la temperatura minima assoluta ha toccato i -18,5 °C il 20 gennaio 1961 mentre la massima assoluta ha raggiunto i +40,0 °C il 27 e il 28 giugno 2019.
| Bolzano San Giacomo (1946-2023) | Mesi         | Mesi         | Mesi         | Mesi              | Mesi        | Mesi        | Mesi              | Mesi        | Mesi              | Mesi        | Mesi         | Mesi                    | Stagioni | Stagioni | Stagioni | Stagioni | Anno  |
| Bolzano San Giacomo (1946-2023) | Gen          | Feb          | Mar          | Apr               | Mag         | Giu         | Lug               | Ago         | Set               | Ott         | Nov          | Dic                     | Inv      | Pri      | Est      | Aut      | Anno  |
| ------------------------------- | ------------ | ------------ | ------------ | ----------------- | ----------- | ----------- | ----------------- | ----------- | ----------------- | ----------- | ------------ | ----------------------- | -------- | -------- | -------- | -------- | ----- |
| T. max. assoluta (°C)           | 21,8 (2007)  | 23,1 (2012)  | 28,4 (2014)  | 32,0 (1949)       | 35,0 (1953) | 40,0 (2019) | 39,1 (1983, 2022) | 39,1 (2003) | 33,3 (1949, 2015) | 28,7 (2018) | 22,3 (2015)  | 18,0 (1989, 2016, 2023) | 23,1     | 35,0     | 40,0     | 33,3     | 40,0  |
| T. min. assoluta (°C)           | −18,5 (1961) | −15,6 (1956) | −10,7 (2005) | −4,4 (1956, 1970) | −2,6 (1957) | 0,4 (1953)  | 5,2 (1969)        | 4,2 (1969)  | −0,5 (1964)       | −4,6 (1974) | −10,7 (1977) | −16,5 (1962)            | −18,5    | −10,7    | 0,4      | −10,7    | −18,5 |